# Thecla commodus
Thecla commodus är en fjärilsart som beskrevs av Felder 1865. Thecla commodus ingår i släktet Thecla och familjen juvelvingar. Inga underarter finns listade i Catalogue of Life.